# توم بيترز (لاعب كرة قدم)
توم بيترز هو لاعب كرة قدم بلجيكي في مركز الوسط، ولد في 25 سبتمبر 1978 في بلجيكا. لعب مع كيه في ميخيلين.

## وصلات خارجية
- توم بيترز على موقع قاعدة بيانات كرة القدم.إي يو (الإنجليزية)